# Dębino
Dębino – kolonia w Polsce położona w województwie pomorskim, w powiecie wejherowskim, w gminie Łęczyce.